# Adriaen van de Velde

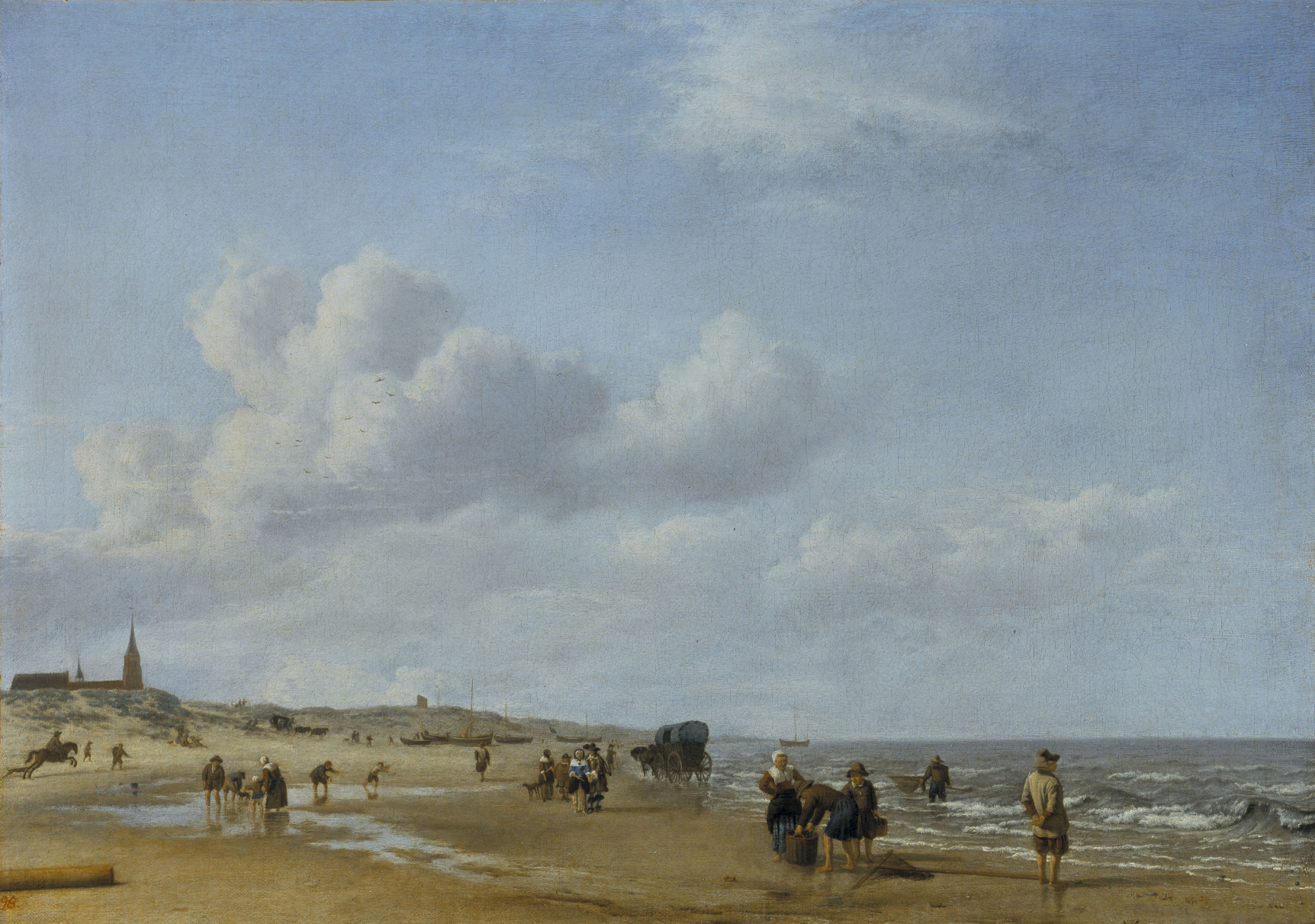
Plaża w Scheveningen, 1658, Staatliche Museen, Kassel

Adriaen van de Velde (ur. 30 listopada 1636 w Amsterdamie, pochowany 21 stycznia 1672 tamże) – holenderski malarz i poeta.

## Życiorys
Syn Willema, zwanego starszym, brat Willema, zwanego młodszym. Początkowo uczył się malarstwa w pracowni swego ojca, później studiował pod kierunkiem Jana Wijnantsa i Philipsa Wouwermana Był malarzem nadwornym rodziny Orańskiej. 
Malował polowania, krajobrazy ze zwierzętami domowymi, zabawy na lodzie, widoki miast i wsi, sztafaże do obrazów Ruisdaela, Hobbemy, Hackaerta i in. Jego pejzaże, początkowo ze zwierzętami, malowane w stylu holenderskim, później zaczęły przechodzić w styl włoski. Dzieła tego malarza znajdują się przeważnie w Anglii, a także w Berlinie, Dreźnie, Hadze i Amsterdamie. Poważne miejsce w sztuce holenderskiej zajmują jego akwaforty, których stworzył 25.
Główne dzieła: Małe gospodarstwo (1661), Zwiastowanie (1667) i Zamarznięty kanał, 1668.